# Dictyosoma rubrimaculatum
Dictyosoma rubrimaculatum är en fiskart som beskrevs av Yatsu, Yasuda och Taki, 1978. Dictyosoma rubrimaculatum ingår i släktet Dictyosoma och familjen taggryggade fiskar. Inga underarter finns listade i Catalogue of Life.